# Rufirallus
Rufirallus – rodzaj ptaków z rodziny chruścieli (Rallidae).

## Zasięg występowania
Rodzaj obejmuje gatunki występujące w Ameryce Centralnej (Kostaryka) i Południowej (Kolumbia, Ekwador, Wenezuela, Gujana, Surinam, Gujana Francuska, Peru, Paragwaj, Boliwia, Brazylia, Urugwaj i Argentyna).

## Morfologia
Długość ciała 14–20 cm; masa ciała 24–73 g.

## Systematyka

### Etymologia
- Rufirallus: łac. rufus „rudy, rumiany”; rodzaj Rallus Linnaeus, 1785 (wodnik)[5].
- Micropygia: gr. μικρος mikros „mały”; -πυγιος -pugios „-zady”, od πυγη pugē „zad, kuper” (por. μικρορροπυγιος mikrorrhopugios „z małym zadem”)[6]. Gatunek typowy: Crex schomburgkii Schomburgk, 1848.
- Thyrorhina: gr. θυρα thura „brama, drzwi”; ῥις rhis, ῥινος rhinos „nozdrza”[7]. Gatunek typowy: Crex schomburgkii Schomburgk, 1848.
- Erythrolimnas: gr. ερυθρος eruthros „czerwony”; nowołac. limnas „wodnik”, od gr. λιμνας limnas „z bagna”, od λιμνη limnē „bagno, moczary”[8]. Nowa nazwa dla Rufirallus Bonaparte, 1856 ze względu na puryzm.

### Podział systematyczny
Do rodzaju należą następujące gatunki:
- Rufirallus xenopterus (Conover, 1934) – derkaczyk rdzawolicy
- Rufirallus leucopyrrhus (Vieillot, 1819) – derkaczyk białobrzuchy
- Rufirallus fasciatus (P.L. Sclater & Salvin, 1868) – derkaczyk czarnopręgi
- Rufirallus schomburgkii (Schomburgk, 1848) – derkaczyk kropkowany
- Rufirallus viridis (Statius Müller, 1776) – derkaczyk szarolicy